# قناة العراقية
العراقية هي قناة فضائية عراقيَّة، ابتدأت هيكلية التلفاز بخمسة عشر قسماً، وأهم أقسامها هي المنوعة وعددها 17 برنامج والرياضة وتأتي بواقع 4 برامج إضافة إلى الثقافية والبالغة 4 برامج ومن ثم الدينية بواقع 3 برامج وأربعة تنموية أما بالنسبة للبرامج السياسية فتبلغ 11 برنامج مباشر وستة كما تم استحداث دائرة تعني بالإنتاج الدرامي وقد أنجزت العديد من الأعمال الدرامية تبث على شاشة العراقية ومن أهم هذه الأعمال الدرامية مسلسل ضياع في حفر الباطن وباب الشيخ وغيرها من المسلسلات.

## شبكة المراسلين
محمد وريور من مصر.

## العراقية الرياضية
تأسست القناة الرياضية العراقية في 12 يونيو 2005 إبتدأت القناة من خلال بث أرضي إلى بغداد ومحافظات كربلاء والبصرة والناصرية ليبث على القمر نايل سات وبساعات بث يومية بلغت 20 ساعة يوميا منذ الساعة التاسعة صباحا وحتى الثانية ليلاً.

## توابع
- قناة العراقية
- قناة العراقية الرياضية
- قناة العراقية التربوية
- قناة الفرقان
- قناة العراقية الاطياف
- إذاعة جمهورية العراق
- إذاعة القرآن الكريم
- مجلة الشبكة العراقية